# 중리초등학교 (경기)
중리초등학교는 대한민국 경기도 포천시에 있는 공립 초등학교이다.

## 학교 연혁
- 1955년 8월 1일: 관인국민학교 중리분교장 개교
- 1960년 3월 25일: 중리국민학교로 승격
- 2025년 2월 28일: 폐교[2] 및 관인초등학교 통폐합, 70년만에 폐교

## 참고 자료
- 중리초등학교 - 한국교육학술정보원 학교알리미